# 국제 축구 선수 협회
국제 축구 선수 협회(Fédération Internationale des Associations de Footballeurs Professionnels , FIFPRO)는 세계 65,000명의 프로 축구 선수를 대표하는 기구이다. 1965년 설립된 협회는 네덜란드 호프도르프에 본사를 두고있으며, 58개국의 선수협회가 회원으로 참여하고 있다. 이외에도 2개국의 후보 회원과 5개국의 옵서버 회원을 두고있다.

## 회원

### 전체 회원
| - 아르헨티나 - 호주 - 오스트리아 - 벨기에 - 볼리비아 - 브라질 - 불가리아 - 카메룬 - 칠레 - 콜롬비아 - 콩고 민주 공화국 - 코스타리카 - 코트디부아르 - 크로아티아 | - 키프로스 - 체코 - 덴마크 - 에콰도르 - 이집트 - 잉글랜드 - 핀란드 - 프랑스 - 가나 - 그리스 - 헝가리 - 인도 - 아일랜드 - 이스라엘 | - 이탈리아 - 일본 - 말레이시아 - 몬테네그로 - 모로코 - 나미미아 - 네덜란드 - 뉴질랜드 - 노르웨이 - 팔레스타인 - 파라과이 - 페루 - 폴란드 - 포르투갈 | - 루마니아 - 러시아 - 스코틀랜드 - 세르비아 - 슬로베니아 - 남아프리카 공화국 - 스페인 - 스웨덴 - 스위스 - 우크라이나 - 미국 - 우루과이 - 짐바브웨 - 대한민국 |

### 후보 회원
- 보츠와나
- 카자흐스탄

### 옵서버 회원
(공식 협회 회원은 아니다.)
| - 중화인민공화국 - 조지아 - 케냐 | - 튀니지 |

## 같이 보기
- FIFA 발롱도르
- 발롱도르
- FIFA 올해의 선수
- 더 베스트 FIFA 풋볼 어워드
- UEFA 올해의 팀